# Snickers
Сникерс је чоколада бренда америчке компаније Mars, Incorporated, који се састоји од нугата са карамелом и кикирикијем преливеног млечном чоколадом. Годишња глобална продаја Сникерс-а била је две милијарде долара, ажурирано: 2004.. 
У Великој Британији, Острву Ман, Џерсију, Гуернзију и Ирској, Сникерс се продавао под робном марком Маратон до 19. јула 1990 

## Историја
Марс је 1930. године представио Сникерс, назван по омиљеном коњу породице Марс.  Чоколадица Сникерс састоји се од нугата, кикирикија и карамел масе са чоколадним преливом. Чоколада се продавала под називом Маратон (енгл. Marathon) у Великој Британији и Ирској до 1990. године, када је Марс одлучио да усклади британски производ са глобалним именом Сникерс (Марс је током 1970-их пласирао и укинуо неповезану чоколаду под називом Маратон у Сједињеним Државама) . Ту је и неколико других Сникерс производа као што су Сникерс мини, тамна чоколада, сладолед, Сникерс са бадемима, Сникерс са лешницима, Сникерс са лешницима, Сникерс са маслацом од кикирикија, Сникерс протеин и Сникерс са екстра карамелом, као и еспресо, ватрене, слатке и слане верзије.  